# Johana Bavorská
Johana Bavorská (asi 1362, Haag – 31. prosince 1386, Karlštejn) byla druhorozená dcera bavorského vévody Albrechta I. a jeho první manželky Markéty, dcery slezského vévody Ludvíka I. Břežského. Jako první manželka Václava IV. se stala římskou a českou královnou.

## Nevěsty pro Václava IV.
Johana nebyla první nevěstou, kterou císař Karel IV. vybral pro svého prvorozeného syna Václava. Karel považoval sňatkovou politiku za nejlepší způsob nabytí území nebo řešení sporů a uplatňoval ji u všech svých dětí. Začínal s ní hned po narození potomka.

### Alžběta z Norimberka
Už několik měsíců po Václavově narození uzavřel Karel IV. dohodu s norimberským purkrabím Fridrichem V. o budoucím sňatku Václava s Fridrichovou dcerou Alžbětou. Tento sňatek měl být uzavřen do deseti let a pokud by jedno z dětí zemřelo, na řadě byli další sourozenci Václava nebo Alžběty, která měla ještě mladší sestru. Norimberští po uzavření této smlouvy složili slib věrnosti Václavovi a pokud by Fridrich V. zemřel bez mužského potomka, přešlo by území na Václava a jeho budoucí manželku.

### Alžběta z Uher
Politika tomu ovšem chtěla jinak a na scénu přišla jiná nevěsta. Roku 1365 zemřel zeť a také soupeř Karla IV. – Rudolf IV. Habsburský. Pro Karla tedy nastala příležitost získat na svou stranu uherského krále Ludvíka, který býval Rudolfovým spojencem. Princ Václav se tedy měl oženit tentokrát s jinou Alžbětou, o sedm let starší neteří uherského krále a předpokládanou dědičkou uherského trůnu. Existovala ovšem ještě svatební smlouva s Fridrichem Hohenzollernským. Ten za zrušení dané smlouvy obdržel od císaře některé výhody a finanční odměnu. Ostatně Fridrichovi se od jejího podepsání narodili dva synové.

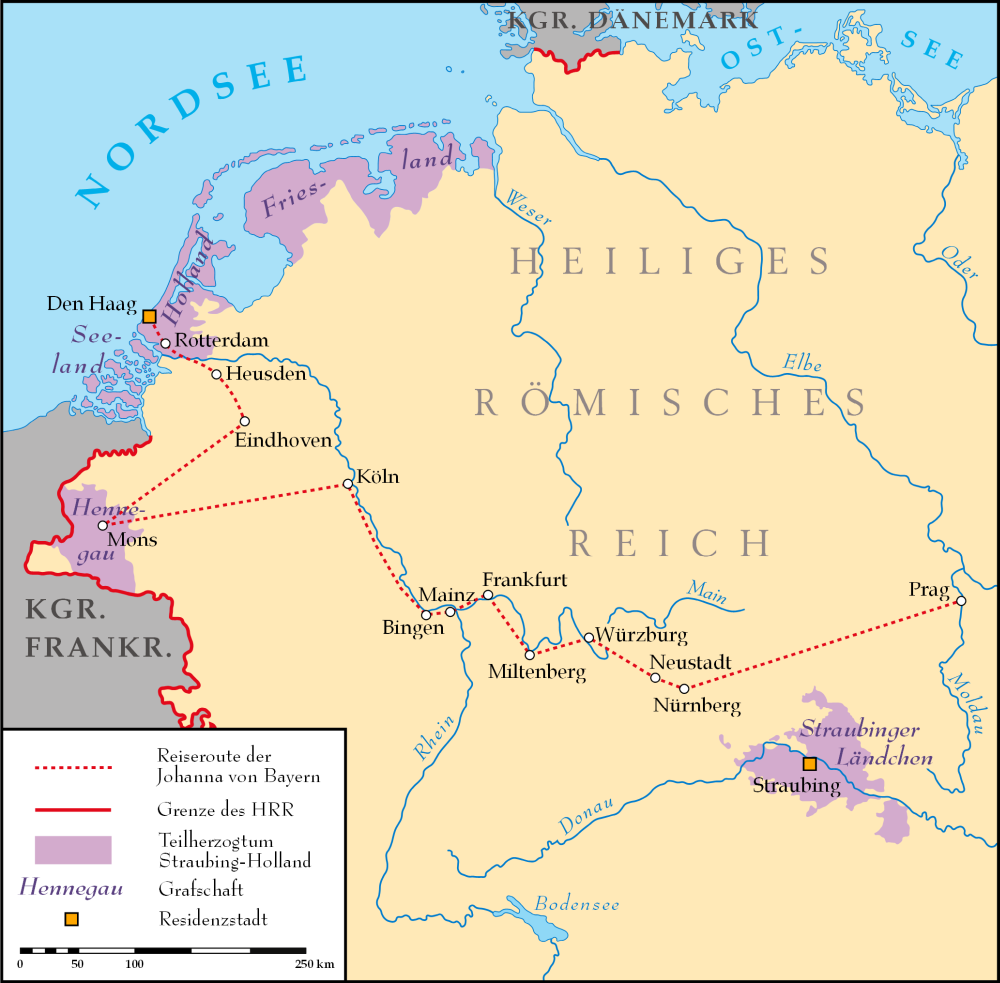
Johannina cesta do Prahy v roce 1370

Důvody, proč se sňatek Václava s uherskou Alžbětou neuzavřel, nejsou příliš jasné. Průtahy trvaly celé čtyři roky. Papež Urban V. 9. prosince 1369 zrušil zásnubní sliby obou stran. Jako důvod uvedl nechuť uherského dvora k tomuto sňatku. Alžbětě se totiž mezitím naskytla možnost ještě slibnějšího sňatku s achájským knížetem (1364–1373) a titulárním latinským císařem Filipem III. z Anjou a Tarentu.

## Johana Bavorská
Po krachu obou připravovaných sňatků se Karel IV. soustředil na zpřetrhání pro něj nepřátelského spojenectví mezi bavorskými Wittelsbachy a uherským a polským králem. Nevěstou Václava se tak měla stát Johana Bavorská, druhorozená dcera bavorského vévody Albrechta I. a jeho první manželky Markéty.
Svatba devítiletého Václava se čtrnáctiletou Johanou se konala 29. září 1370 v Norimberku. Českou královnou byla Johana korunována 17. listopadu 1370 arcibiskupem pražským Janem Očkem z Vlašimi v Praze. Od té doby žila na pražském dvoře. V červnu 1376 byl po složitých jednáních ještě ne patnáctiletý Václav společně s manželkou zvolen a korunován ve Frankfurtu nad Mohanem římským králem. V té době začali Václav a Johanka žít jako manželé.
O královně Johaně po sňatku mnoho zpráv není. Je známo, že se velmi rychle naučila česky a že manželství bylo bezdětné. Dále je doloženo, že se zúčastnila pohřbu Karla IV. spolu s císařovnou a vdovou Alžbětou. S tchyní Alžbětou stejně jako Václav však neměla příliš dobré vztahy. V době, kdy Václav nebyl v Čechách, často raději pobývala na hradě v Písku.

## Smrt Johany Bavorské

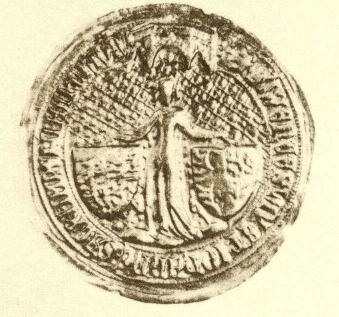
Johanina pečeť

### Předčasné úmrtí
Existovalo několik verzí o předčasné smrti královny Johany v pouhých třiceti letech na konci roku 1386. Brabantský kronikář Edmund de Dynter zaznamenal, že když okolo třetí hodiny ráno „královna prudce vstala z lůžka a s hlukem šmátrala pod lůžkem po noční váze“, vrhl se na ni jeden z velkých loveckých psů Václava IV. a prokousl jí hrdlo. Edmund ovšem toto tvrzení vzápětí popřel tím, že podle jiných zemřela na rány a vzteklinu, která byla následkem pokousání. Pro obě verze svědčí známá králova záliba v loveckých psech, z nichž jeden údajně opravdu spával s Václavem v ložnici. Z roku 1385 je známý případ, kdy pes pokousal královského hofmistra Kašpara Kaplíře.
V německém a katolickém prostředí nebyl Václav vůbec oblíbený, a tak například německý historik Krantz uvádí historku, že Johana nemohla snést hanebné prostředí královského dvora, a proto se raději umořila hladem. Český historik Rudolf Urbánek se naopak domnívá, že Johana zemřela na mor.
Příčinu úmrtí se podařilo objasnit až Ondřejovi Schmidtovi, který našel v archivu v Parmě korespondenci, která vznikla v souvislosti s působení milánského poselstva na dvoře krále Václava IV. v letech 1386 až 1387. Vyslanci psali 3. ledna 1387, tedy bezprostředně po smrti královny, že prvního ledna přišla zpráva o smrti královny posledního prosince. Královna zemřela na nemoc, kterou už dlouho trpěla a která se nazývá hetica. Mohlo jít tuberkulózu, nebo jinou plicní nemoc. Tato zpráva byla na rozdíl od ostatních pramenů o smrti královny psána bezprostředně po události osobami s přístupem ke královskému dvoru.

### Pohřeb Johany
Své manželce dal Václav IV. vystrojit velkolepý pohřeb, kterého se sám pro velký žal nezúčastnil a odjel na hrad Žebrák. Podle zvyku bylo její tělo na několik dní vystaveno v pražských kostelích a 12. ledna 1387 pochováno na Pražském hradě v hrobce v chrámu sv. Víta na Hradčanech.

### Další žena Václava IV.
Po smrti Johany Bavorské projevoval Aragonský král Jan snahu, aby se Václav oženil s jeho dcerou. Druhou ženou českého krále se však až po třech letech stala o patnáct let mladší Žofie Bavorská. Byla příbuzná jeho první ženy Johany, neboť byla dcerou jejího bratrance. I toto manželství zůstalo bezdětné, a proto je neplodnost spíše připisována Václavovi než jeho manželkám.

## Vývod z předků
|                 |                            |  |                    |                               |  |  |  |  |  |  |  | Ota II. Bavorský |
|                 |                            |  |                    |                               |  |  |  |  |  |  |  |                  |
|                 | Ludvík II. Hornobavorský   |  |                    |                               |  |  |  |  |  |  |  |                  |
|                 |                            |  |                    |                               |  |  |  |  |  |  |  |                  |
|                 |                            |  |                    | Anežka Brunšvická             |  |  |  |  |  |  |  |                  |
|                 |                            |  |                    |                               |  |  |  |  |  |  |  |                  |
|                 | Ludvík IV. Bavor           |  |                    |                               |  |  |  |  |  |  |  |                  |
|                 |                            |  |                    |                               |  |  |  |  |  |  |  |                  |
|                 |                            |  |                    | Rudolf I. Habsburský          |  |  |  |  |  |  |  |                  |
|                 |                            |  |                    |                               |  |  |  |  |  |  |  |                  |
|                 | Matylda Habsburská         |  |                    |                               |  |  |  |  |  |  |  |                  |
|                 |                            |  |                    |                               |  |  |  |  |  |  |  |                  |
|                 |                            |  |                    | Gertruda z Hohenbergu         |  |  |  |  |  |  |  |                  |
|                 |                            |  |                    |                               |  |  |  |  |  |  |  |                  |
|                 | Albrecht I. Bavorský       |  |                    |                               |  |  |  |  |  |  |  |                  |
|                 |                            |  |                    |                               |  |  |  |  |  |  |  |                  |
|                 |                            |  |                    | Jan II. Holandský             |  |  |  |  |  |  |  |                  |
|                 |                            |  |                    |                               |  |  |  |  |  |  |  |                  |
|                 | Vilém I. Henegavský        |  |                    |                               |  |  |  |  |  |  |  |                  |
|                 |                            |  |                    |                               |  |  |  |  |  |  |  |                  |
|                 |                            |  |                    | Filipa Lucemburská            |  |  |  |  |  |  |  |                  |
|                 |                            |  |                    |                               |  |  |  |  |  |  |  |                  |
|                 | Markéta II. Henegavská     |  |                    |                               |  |  |  |  |  |  |  |                  |
|                 |                            |  |                    |                               |  |  |  |  |  |  |  |                  |
|                 |                            |  |                    | Karel I. z Valois             |  |  |  |  |  |  |  |                  |
|                 |                            |  |                    |                               |  |  |  |  |  |  |  |                  |
|                 | Jana z Valois              |  |                    |                               |  |  |  |  |  |  |  |                  |
|                 |                            |  |                    |                               |  |  |  |  |  |  |  |                  |
|                 |                            |  |                    | Markéta z Anjou               |  |  |  |  |  |  |  |                  |
|                 |                            |  |                    |                               |  |  |  |  |  |  |  |                  |
| Johana Bavorská |                            |  |                    |                               |  |  |  |  |  |  |  |                  |
|                 |                            |  |                    |                               |  |  |  |  |  |  |  |                  |
|                 |                            |  | Jindřich V. Tlustý |                               |  |  |  |  |  |  |  |                  |
|                 |                            |  |                    |                               |  |  |  |  |  |  |  |                  |
|                 | Boleslav III. Marnotratný  |  |                    |                               |  |  |  |  |  |  |  |                  |
|                 |                            |  |                    |                               |  |  |  |  |  |  |  |                  |
|                 |                            |  |                    | Alžběta Kališská              |  |  |  |  |  |  |  |                  |
|                 |                            |  |                    |                               |  |  |  |  |  |  |  |                  |
|                 | Ludvík I. Lehnicko-Břežský |  |                    |                               |  |  |  |  |  |  |  |                  |
|                 |                            |  |                    |                               |  |  |  |  |  |  |  |                  |
|                 |                            |  |                    | Václav II.                    |  |  |  |  |  |  |  |                  |
|                 |                            |  |                    |                               |  |  |  |  |  |  |  |                  |
|                 | Markéta Přemyslovna        |  |                    |                               |  |  |  |  |  |  |  |                  |
|                 |                            |  |                    |                               |  |  |  |  |  |  |  |                  |
|                 |                            |  |                    | Guta Habsburská               |  |  |  |  |  |  |  |                  |
|                 |                            |  |                    |                               |  |  |  |  |  |  |  |                  |
|                 | Markéta Břežská            |  |                    |                               |  |  |  |  |  |  |  |                  |
|                 |                            |  |                    |                               |  |  |  |  |  |  |  |                  |
|                 |                            |  |                    | Jindřich III. Hlohovský       |  |  |  |  |  |  |  |                  |
|                 |                            |  |                    |                               |  |  |  |  |  |  |  |                  |
|                 | Jindřich IV. Věrný         |  |                    |                               |  |  |  |  |  |  |  |                  |
|                 |                            |  |                    |                               |  |  |  |  |  |  |  |                  |
|                 |                            |  |                    | Matylda Brunšvicko-Lüneburská |  |  |  |  |  |  |  |                  |
|                 |                            |  |                    |                               |  |  |  |  |  |  |  |                  |
|                 | Anežka Hlohovská           |  |                    |                               |  |  |  |  |  |  |  |                  |
|                 |                            |  |                    |                               |  |  |  |  |  |  |  |                  |
|                 |                            |  |                    | Heřman III. Braniborský       |  |  |  |  |  |  |  |                  |
|                 |                            |  |                    |                               |  |  |  |  |  |  |  |                  |
|                 | Matylda Braniborská        |  |                    |                               |  |  |  |  |  |  |  |                  |
|                 |                            |  |                    |                               |  |  |  |  |  |  |  |                  |
|                 |                            |  |                    | Anna Habsburská               |  |  |  |  |  |  |  |                  |
|                 |                            |  |                    |                               |  |  |  |  |  |  |  |                  |